# 4119 Miles
A 4119 Miles (ideiglenes jelöléssel 1983 BE) a Naprendszer kisbolygóövében található aszteroida. Edward L. G. Bowell fedezte fel 1983. január 16-án.